# Nudo Stevedore

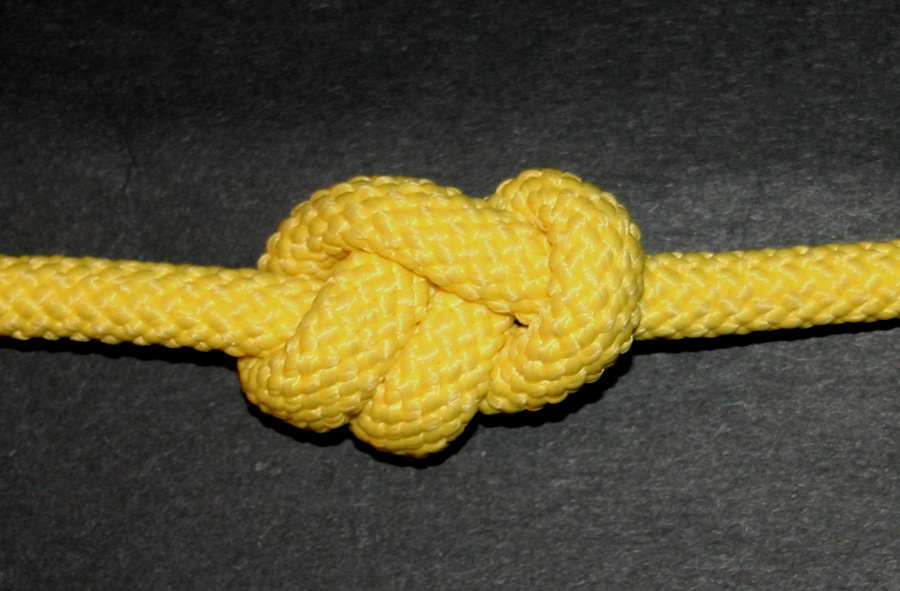
Nudo Stevedore.

El nudo Stevedore es un nudo de tope, a menudo atado cerca del extremo de una cuerda. Es más voluminoso y menos propenso a atascarse que el nudo en forma de ocho.

## Nombre
En The Art of Knwotting & Splicing, se afirma que "el nombre se originó en un folleto publicado en 1890 por la Compañía C.W. Hunt, que vendía cuerdas bajo el nombre Stevedore. Fue posteriormente adoptado por los diccionarios, manuales técnicos, y otras obras de referencia, y ahora está firmemente establecido en los libros, y en el vocabulario de los marineros."
En español se llama nudo de estibador o nudo de nueve.